# Sanctanus aestuarium
Sanctanus aestuarium är en insektsart som beskrevs av Delong och Sleesman 1929. Sanctanus aestuarium ingår i släktet Sanctanus och familjen dvärgstritar. Inga underarter finns listade i Catalogue of Life.